# Stefan Fengler
Stefan Fengler (* 2. April 1968 in Dortmund) ist ein ehemaliger deutscher Fußballspieler.
Über die SF Sölderholz, den SV Holzwickede und Borussia Dortmund II kam er zur SG Wattenscheid 09 in die 2. Bundesliga.
Er bestritt von der Saison 1997/1998 bis 2005/2006 232 Zweitligaspiele und schoss 8 Tore für Wattenscheid und LR Ahlen. Dort spielte er als linker Verteidiger, nachdem er zu Beginn seiner Karriere noch im Mittelfeld gespielt hat. Bei den Ahlenern war er Mannschaftskapitän. Nach der Saison 2006/2007 kehrte er zu seinem früheren Verein SV Holzwickede zurück, um in der Bezirksliga weiterzuspielen. Dort beendete Fengler 2010 auch seine aktive Laufbahn.
Fengler ist ein Linksfüßer und hat eine Ausbildung als Elektroingenieur.